# オートモデリング
『オートモデリング』は模型雑誌の名称。発行はモデルアート社。自動車模型の製作を中心とした誌面構成である。

## 概要
1987年3月に発行され、不定期に刊行される。国内で自動車模型の製作を専門に扱う専門誌としては現時点では最も長期間刊行される。